# Sarah Maldoror
Sarah Maldoror (n. 19 iulie 1929, Condom, Midi-Pyrénées, Franța – d. 13 aprilie 2020, Fontenay-lès-Briis⁠(d), Île-de-France, Franța) a fost o regizoare franceză, descendentă din Indiile de Vest Franceze. Ea este cel mai bine cunoscută pentru filmul Sambizanga (1972) despre războiul din anii 1961-1974 din Angola.

## Copilărie și educație
Născută drept Sarah Durados în 1929, în Condom, Gers, fiica unor emigranți din Guadelupa, și-a ales numele de artist în amintirea Les Chants de Maldoror de Lautréamont.
A studiat la o școală de teatru din Paris. Împreună cu soțul ei, naționalistul angolez Mário Pinto de Andrade, a primit o bursă și a studiat filmul cu Mark Donskoi la Moscova, în 1961-62, unde l-a cunoscut pe Ousmane Sembène.

## Carieră
După terminarea studiilor, Maldoror a lucrat ca asistent la filmul lui Gillo Pontecorvo Bătălia de la Alger (1966). De asemenea, ea a lucrat ca asistent al regizorului algerian Ahmed Lallem.
Filmul său de scurt metraj Monangambee (1968) are acțiunea în Angola, fiind bazat pe o poveste a scriitorului angolez José Luandino Vieira. Titlul acestei pelicule de 17 minute, Monangambée, face referire la apelul utilizat de către activiștii anti-coloniali angolezi pentru a anunța un sfat al satului. Filmul a fost realizat cu actori amatori în Algeria. Povestea este a unei femei sărace care își vizitează soțul, care este ținut prizonier în orașul Luanda. Filmul a fost selectat pentru Quinzaine des réalisateurs la Cannes în 1971, reprezentând Angola.
Primul ei film de lung metraj, Sambizanga (1972), a fost de asemenea bazat pe o poveste de Vieira (Un vida verdadeira de Domingos Xavier), acțiunea fiind plasată în 1961, la debutul Războiului Angolez de Independență. Mark Cousins, critic de film la Guardian, a inclus Sambizanga într-o listă din 2012 a zece cele mai bune filme din Africa, numindu-l „la fel de îndrăzneț, la fel de bine luminat precum picturile lui Caravaggio”.
Maldoror este una dintre primele femei care au regizat un film în Africa. Prin urmare, munca sa este de multe ori inclusă în studii despre rolul femeilor africane în cinematografia africană.
Maldoror a murit pe 13 aprilie 2020, la vârsta de 90 de ani, din cauza COVID-19 în timpul pandemiei în Franța.

## Premii
- Tanit d'or la Zilele de Film ale Cartaginei 1972
- Ordinul Național de Merit de la guvernul francez[16]

## Filmografie
- Monangambé, 1968
- Des fusils pour Banta, 1970
- Carnaval en Guinée-Bissau, 1971
- Sambizanga, 1972
- Un carneval dans le Sahel, 1977
- Folgo, Ile de Feu
- Et les chiens se taisaient
- Un homme, une terre
- La Basilique de Saint-Denis
- Un dessert pour Constance, 1983
- Le cimetière du Père Lachaise
- Miro
- Lauren
- Robert Lapoujade, peintre
- Toto Bissainthe, Chanteuse
- René Depestre, poète
- L'hôpital de Leningrad, 1983
- La littérature tunisienne de la Bibliothèque nationale
- Un sénégalias en Normandie
- Robert Doisneau, photographe
- Le racisme au quotidien, 1983
- Le passager du Tassili, 1987
- Aimé Césaire, le masque des mots, 1986
- Emmanuel Ungaro, couturier
- Louis Aragon – Un masque à Paris
- Vlady, peintre
- Léon G. Damas, 1995
- L'enfant-cinéma, 1997
- La tribu du bois de l'é